# Sinagoga di Reggio Emilia
La sinagoga di Reggio Emilia si trova in via dell'Aquila, nell'area del ghetto in cui gli ebrei reggiani furono rinchiusi nel 1671.

## L'edificio
L'edificio neoclassico venne disegnato nel 1856 dall'architetto reggiano Pietro Marchelli sul luogo dove dal 1672 era già in funzione una precedente sinagoga. All'edificio - così come consentiva il nuovo clima di libertà dell'emancipazione - fu data una elegante ed ampia facciata e un luminoso interno monumentale, decorato con colonne e affreschi.
La sinagoga venne seriamente danneggiata da un bombardamento alleato il 1º agosto 1944, che ne fece crollare la volta a padiglione.  Dal dopoguerra, data l'esiguità del numero degli ebrei residenti in città, l'edificio non è più officiato. Gli antichi arredi, con il bellissimo aron in marmo scolpito, furono rimossi e trasferiti in Israele nella sinagoga di Kiriat Shmu 'el (Haifa), dove si trovano tuttora. L'edificio, utilizzato anche come tipografia, rimase in stato di degrado per molti anni.

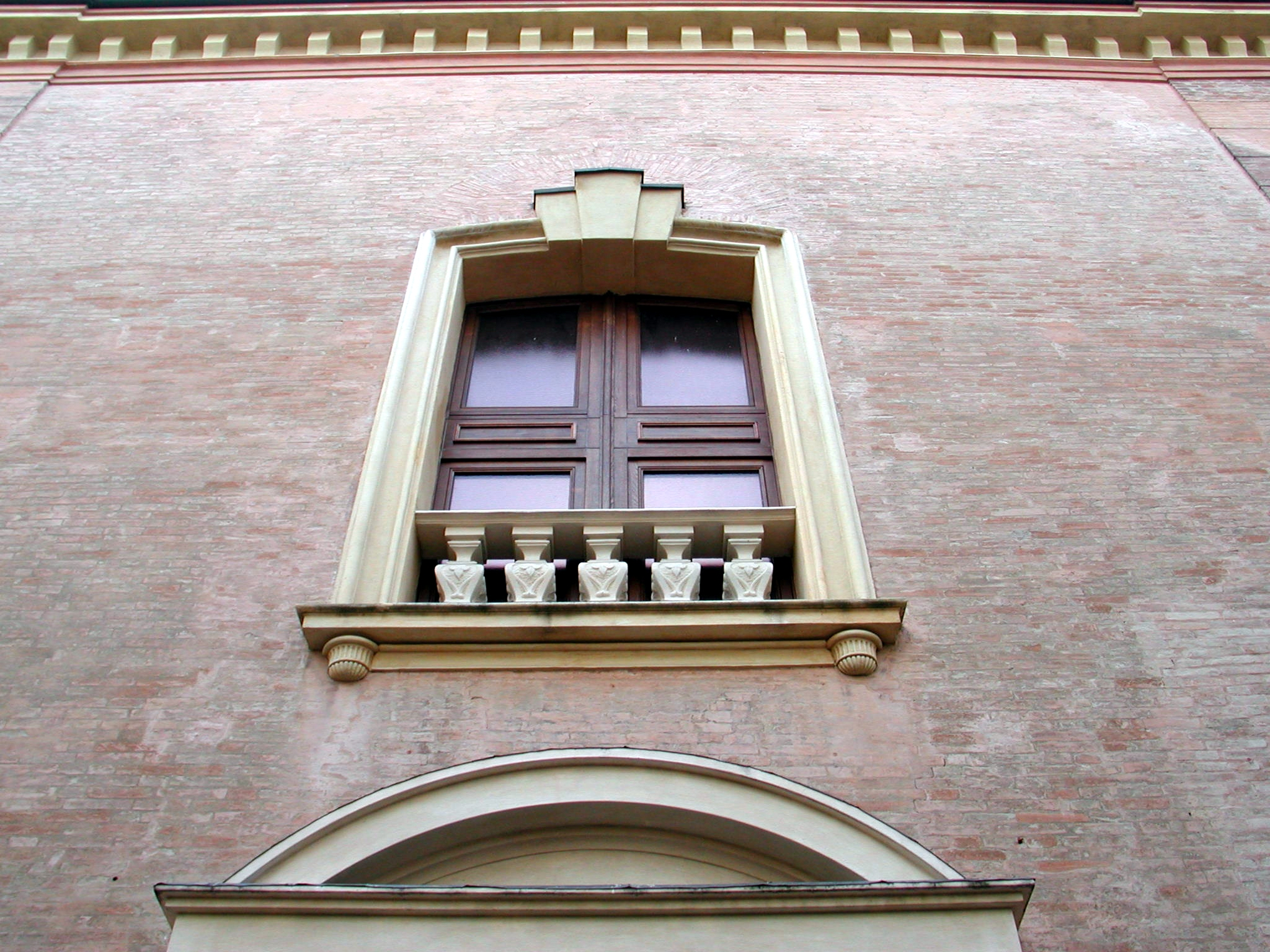
La finestra della sinagoga

Il 7 settembre 2008 in occasione della IX Giornata europea della cultura ebraica la sinagoga viene riaperta dopo un accurato restauro, che ha restituito lo splendore dell'interno neoclassico, anche se spoglio dei suoi arredi originari. Alla cerimonia parteciparono il sindaco di Reggio Emilia e la presidentessa della comunità ebraica di Modena e Reggio Emilia Sandra Eckert. L'antico edificio sinagogale è utilizzato come una sala pubblica per concerti, mostre e presentazioni.

## Altre immagini

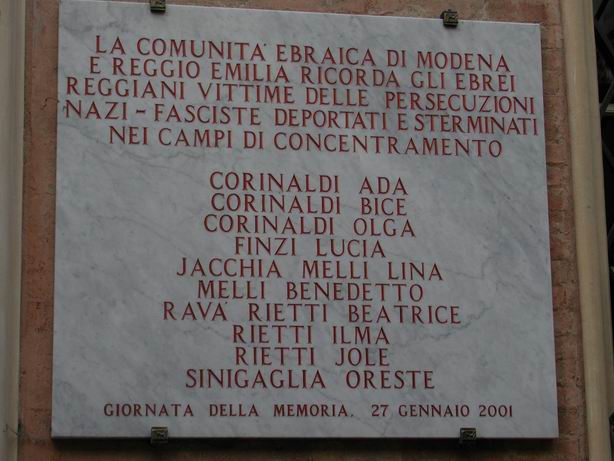
Lapide commemorativa
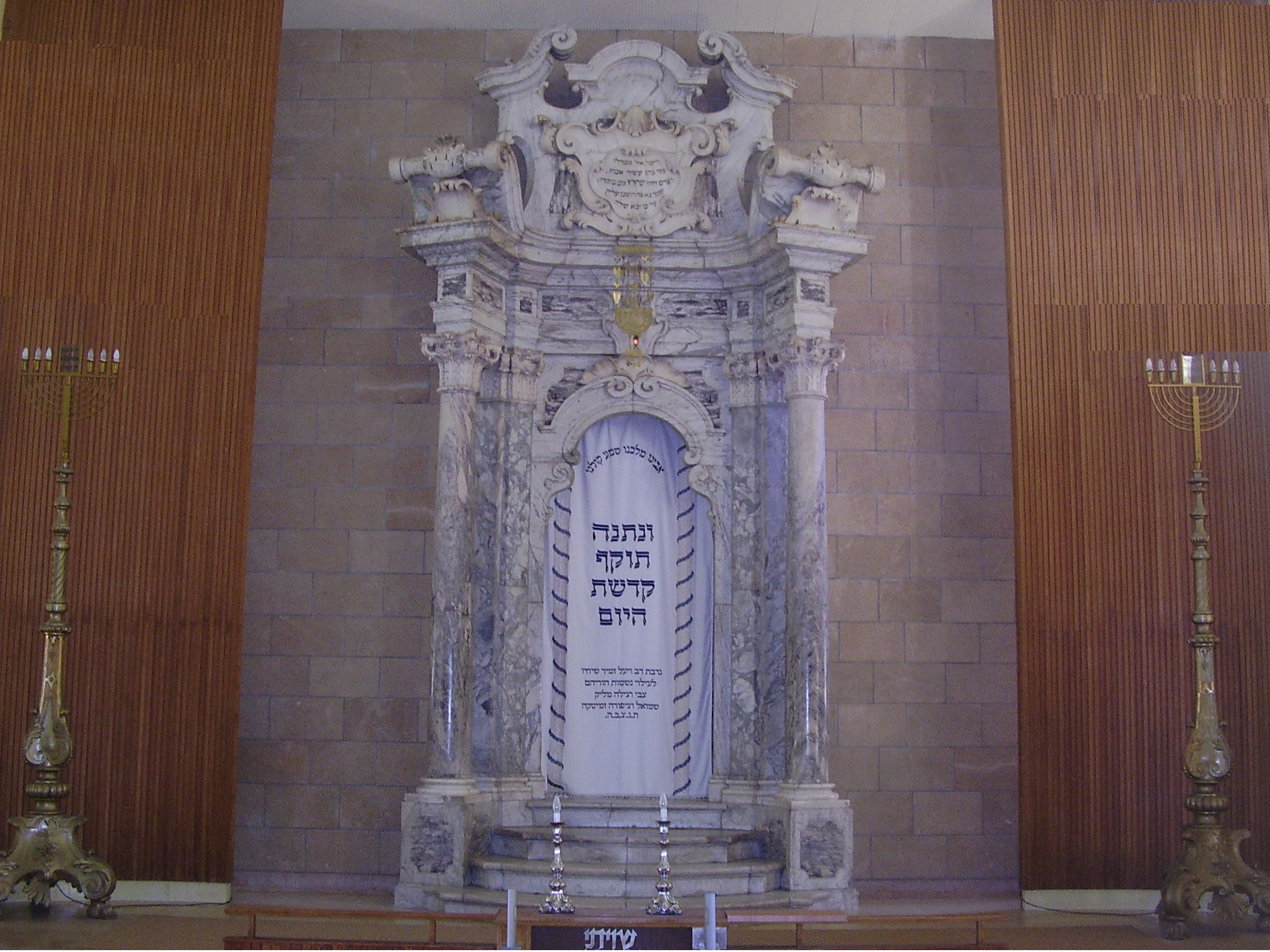
Arca della sinagoga di Reggio a Kiriat Shmuel
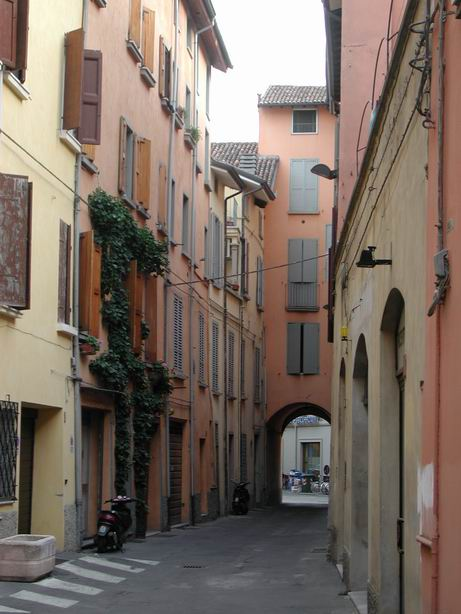
Via della Volta